# Tageblatt
Tageblatt è un quotidiano in lingua tedesca pubblicato a Esch-sur-Alzette, Lussemburgo da Editpress .

## Panoramica
Tageblatt è stato fondato nel 1913. Il giornale è il secondo quotidiano più popolare del paese, dietro al rivale Luxemburger Wort. Tageblatt si descrive come Zeitung fir Lëtzebuerg (in lussemburghese il giornale del Lussemburgo). Sebbene sia pubblicato principalmente in tedesco, ha anche sezioni pubblicate in lingua francese.
Il quotidiano è di proprietà dei sindacati socialisti. L'editore è Editpress Luxembourg SA, che pubblica anche Le Jeudi e Le Quotidien. Dal 2007 il quotidiano ha stretti rapporti con il Partito Socialista (LSAP).
Nel 2009 il giornale ha ricevuto 1.659.554 euro di sussidi statali annuali per la stampa: più di qualsiasi altro giornale.
La tiratura del Tageblatt nel 2003 è stata di 27.081 copie. Nel 2004 la tiratura del quotidiano era di 17.106 copie giornaliere: circa un quarto di quella del Luxemburger Wort. A metà degli anni 2000 il suo numero di lettori era di 61.100, ovvero poco più di un terzo di quello del suo rivale.